# Liuba Zaldívar
Liuba Maria Zaldívar Rojas (Holguín, 5 aprile 1993) è una triplista cubana naturalizzata ecuadoriana.

## Biografia
Zaldívar è nata a Cuba, dove ha mosso i primi passi nell'atletica leggera gareggiando nelle competizioni nazionali a partire dal 2010. Nel 2012 ha esordito a livello internazionale, riportando una medaglia di bronzo ai Mondiali juniores di Barcellona.
Dal 2015, ottenuta la cittadinanza ecuadoriana, Zaldívar ha iniziato a gareggiare per il paese sudamericano nelle competizioni internazionali, debuttando nelle maggiori competizioni di atletica leggera a partire dal 2019 con la vittoria di una medaglia d'argento ai Campionati sudamericani in Perù e la partecipazione sia ai Giochi panamericani che ai Mondiali dello stesso anno. Nel 2020 ha vinto la medaglia d'oro alla prima edizioni dei Campionati sudamericani indoor in Bolivia.
Zaldívar detiene il record nazionale di salto triplo appartenuto per diverso tempo a Mayra Pachito.

## Palmarès
| Anno                            | Manifestazione          | Sede         | Evento       | Risultato | Prestazione | Note |
| ------------------------------- | ----------------------- | ------------ | ------------ | --------- | ----------- | ---- |
| In rappresentanza di Cuba       |                         |              |              |           |             |      |
| 2012                            | Campionati CAC U20      | San Salvador | Salto triplo | Oro       | 13,78 m     |      |
| 2012                            | Mondiali U20            | Barcellona   | Salto triplo | Bronzo    | 13,90 m     |      |
| In rappresentanza dell' Ecuador |                         |              |              |           |             |      |
| 2019                            | Sudamericani            | Lima         | Salto triplo | Argento   | 13,45 m     |      |
| 2019                            | Giochi panamericani     | Lima         | Salto triplo | 6ª        | 13,78 m     |      |
| 2019                            | Mondiali                | Doha         | Salto triplo | 24ª (q)   | 13,56 m     |      |
| 2020                            | Sudamericani indoor     | Cochabamba   | Salto triplo | Oro       | 13,52 m     |      |
| 2023                            | Campionati sudamericani | San Paolo    | Salto triplo | 5ª        | 13,33 m     |      |